# Юань-ци
Юань-ци (元氣 yuánqì) — в традиционной китайской медицине изначальная ци (наследственная энергия).
В китайских медицинских трактатах говорится о том, что ци может приходить от «прошлого
Неба» и от «будущего Неба». С «прошлым Небом» связано все, что получает человек от своих родителей. В момент зачатия сливается ци матери и отца, образуя юань-ци — «изначальную ци» будущего ребенка, то есть его наследственную энергию. Количество изначальной ци всегда ограничено и постоянно тратится в течение жизни. Когда же исчерпывается всё количество юань-ци, даже не выглядящий больным человек умирает.